# محمد الأول الآرتيني
غياث الدين محمد الأول (تُوفي في تشرين الأول 1365 م) كان ثاني سلاطين بني آرتين في وسط وشرق الأناضول، حكم من عام 1352 م حتى وفاته. تولى العرش في سن مبكرة وكافح من أجل الحفاظ على سلطته على الدولة التي أسسها والده علاء الدين آرتين. وعلى الرغم من تفضيله في البداية على أخيه الأكبر جعفر، فقد عُزل محمد من أمرائه في وقت مبكر من حكمه وحل محله جعفر. وبعد فترة في المنفى، عاد واستعاد عرشه وقتل أخاه. وعلى الرغم من أنه تعامل طوال فترة حكمه مع تمردات وخسر الأرض لصالح أمراء التركمان المحليين، وذي القدريين، والعثمانيين. وبعد إنهاء ثورة وزيره السابق خوجة علي شاه والعودة إلى العاصمة قيصري، قُتل محمد على يد أمرائه، الذين تَوَّجُوا ابنه علي كسلطان جديد.

## الحياة المبكرة والخلفية
وُلِد محمد لعلاء الدين آرتين وأصفهان شاه خاتون. كانت والدته أصفهان شاه خاتون، قريبة للحاكم الجلائري حسن بزرك. أما والد محمد وهو آرتين فكان ضابطًا من أصل إيغوري في البداية في خدمة أمير جوبان وابنه تيمورتاش. انتقل إلى الأناضول بعد تعيين تيمورتاش حاكمًا محليًا للإيلخانيين وشارك في حملاته لإخضاع زعماء التركمان في المحيط الغربي لشبه الجزيرة. وقد انتهى هذا بسقوط تيمورتاش، وبعد ذلك اختبأ آرتين. وعند حل الإيلخانية، تحالف مع حسن بزرك، الذي غادر الأناضول في النهاية إلى آرتين ليحكمها عندما عاد شرقًا للاشتباك مع منافسيه الجوباني وغيرهم من أمراء المغول. سعى آرتين لاحقًا إلى الحصول على اعتراف مصر المملوكية لتعزيز سلطته، على الرغم من أنه لعب لعبة دقيقة في تناوب ولائه بين المماليك والمغول المسلمين. وفي عام 1343 م، أعلن استقلاله سلطانًا على مملكته. وُصف عهده إلى حد كبير بأنه مزدهر بفضل جهوده للحفاظ على النظام في مملكته، لدرجة أنه عُرف باسم كوسي بيغمبر (بالتركية: Köse Peyghamber؛ والتي تعني 
). تُوفيت آرتين في عام 1352 م.

## الصعود إلى العرش وفترة الحكم الأولى
كان محمد يدرس في قونية عندما توفي والده. وكان محبوبًا من معظم أمراء آرتين، وبعد وفاة والده، دعا وزير آرتين خوجة علي شاه محمد سرًا إلى قيصري ليصبح السلطان الجديد، على الرغم من أن شقيق محمد الأكبر جعفر كان يقيم هناك بالفعل. سجن محمدٌ جعفرًا لبعض الوقت، لكنه هرب في النهاية إلى مصر. ومع ذلك، لم يكن حكم محمد جيدًا حيث تصرف بفجور وعامل إخوته بشكل غير عادل. منذ صغره، انتقلت السلطة إلى أيدي أمرائه. وسيطرت القبائل التركمانية على منطقة جانق. وعلى الرغم من أن ذي القدريين اتجهوا جنوبًا مُوسعين حدودهم على حساب الآرتيين، إلا أن البك زين الدين قراجة ذي القدري سيطلب الحماية في بلاط محمد هربًا من المماليك، الذين كانوا يستعدون لمحاكمته على التمرد الذي قاده. وفي 22 أيلول 1353 م، رحل محمد قراجة إلى حلب التي يسيطر عليها المماليك مقابل دفع 500 ألف دينار من المماليك، الذين نقلوا قراجة لاحقًا إلى القاهرة لإعدامه. لم يؤثر هذا على مصير محمد، حيث عُزل من أمرائه عام 1354 م، وحكم أخوه غير الشقيق جعفر لمدة عام (حتى عام 1355 م).

## فترة الحكم الثانية والوفاة
بعد أن فقد العرش لأخيه غير الشقيق، فر محمد إلى قونية، التي استعادها القرمان، وانتقل لاحقًا شمالًا إلى سيواس. تعرف عليه حاكم سيواس، ابن كرد، وساعده في استعادة حكمه. وفي نيسان 1355 م، واجه محمد جعفر في معركة يالنيزغوز. وتوصل إلى اتفاق مع الوزير علي خوجة وقتل جعفر، واستعاد حكمه. وفي عام 1361 م، انتقامًا لغارة شنها تتار من قبيلة تشافدار استولى الحاكم العثماني مراد الأول على قلعة أنقرة من الآرتيين. وتحالف محمد مع ذي القدريين في أيلول 1362 م في حملة مشتركة نجحت في طرد المماليك من ملطية. فأقدم يلبغا، حاكم دمشق المملوكي، بقواته البالغ عددها 24 ألفًا شمالًا، لمهاجمة أراضي الآرتيين وذي القدريين. إلا أن هذه الجهود فشلت في استعادة السيطرة المملوكية.
وفقًا للمؤرخ كمال جوده، دخل محمد في صراع مع خوجة علي شاه، الذي قتله بالقرب من نهر زامنتو في 30 أيار 1358 م. وهذا ينحرف عن العمل السابق لإسماعيل حقي أوزونشارشيلي الذي يوضح أن خوجة علي شاه قاد انتفاضة ضد محمد في عام 1364 م وسار نحو قيصري. فهُزم محمد واضطر إلى طلب المساعدة من السلطان المملوكي الكامل شعبان. وبناءً على مرسوم من السلطان المملوكي، أرسل حاكم حلب قواته لمساعدة محمد، والتي أخضع بها خوجة علي شاه وأعدمه في عام 1365 م.
وبعد فترة وجيزة في تشرين الأول 1365 م، قام أمراء آخرون أرادوا الحفاظ على استقلاليتهم، مثل حاجي شادجلدي وحاجي إبراهيم، بقتل محمد في قيصري قبل أن يتمكن من تعزيز سلطته، وتنصيب ابنه علي. وفي ذلك الوقت تقريبًا، كان الجزء الشرقي من المملكة، بما في ذلك إرزنجان وأرضروم وبايبرد، قد وقع تحت حكم شخصية محلية من الأخية هي أخي أينبك. وعلى الرغم من أن إسماعيل حقي أوزونشارشيلي وضع عمر محمد عند حوالي 25 عامًا عندما توفي، فإن هذا يتناقض مع الاعتقاد بأن ابنه علي كان يبلغ من العمر 13 عامًا وقت توليه العرش.

## العائلة
خلف محمد ابنه علاء الدين علي بعد مقتله. ووفقًا لعمل التاريخ الذي كلف به القرمانون والمُسمى قرمان نامه، كان لمحمد أيضًا ابن أكبر اسمه آرتين. وقد أُعلن في وقت ما حاكمًا ولكن هزمه وسجنه القرمانين. وبينما كان يشغل العرش لبعض الوقت، قُتل في النهاية على يد علاء الدين القرماني. كان لآرتين بن محمد ولدان هما إسنبوغا وغازي، ويُقال إن أولهما له قبر في نيدة. ومع ذلك، لم يُذكر تفاصيل عن حياته في أي مصادر من تلك الحقبة بخلاف قرمان نامه.

## فهرس
- Alıç, Samet (2020). "Memlûkler Tarafından Katledilen Dulkadir Emirleri" [The Dulkadir Emirs Killed by the Mamluks]. The Journal of Selcuk University Social Sciences Institute (بالتركية) (43): 83–94. ISSN:2667-4750. Archived from the original on 2025-02-22. Retrieved 2023-03-19.
- Cahen, Claude (1965). "Eretna". In Lewis, B.; Pellat, Ch.; Schacht, J. (eds.). The Encyclopaedia of Islam, New Edition, Volume II: C–G (بالإنجليزية). Leiden: E. J. Brill. ISBN:90-04-07026-5.
- Çayırdağ, Mehmet (Aug 2000). "Eretnalı Beyliğinin Paraları" [Coinage of the Eretna Principality]. Belleten (بالتركية). Turkish Historical Society. 64 (240): 435–452. DOI:10.37879/belleten.2000.435. ISSN:2791-6472. Archived from the original on 2025-06-02. Retrieved 2023-11-17.
- Göde، Kemal (1994). Eratnalılar, 1327-1381. Turkish Historical Society Press. ISBN:9751606128. OCLC:31737254.
- "Eretnaoğulları". دائرة المعارف الإسلامية التركية (44+2 المجلدات) (بالتركية). إسطنبول: رئاسة الشؤون الدينية التركية، مركز الدراسات الإسلامية. 1988–2016.
- Sinclair، Thomas (6 ديسمبر 2019). Eastern Trade and the Mediterranean in the Middle Ages: Pegolotti's Ayas-Tabriz Itinerary and Its Commercial Context. Taylor & Francis. ISBN:9781000752670. OCLC:1119073048.
- Uzunçarşılı, İsmail Hakkı (20 Apr 1968). "Sivas - Kayseri ve Dolaylarında Eretna Devleti" [State of Eretna in Sivas - Kayseri and Around]. Belleten (بالتركية). Turkish Historical Association. 32 (126): 161–190. ISSN:2791-6472. Archived from the original on 2025-04-04. Retrieved 2023-10-28.